# Halbruderaler Trockenrasen
Halbruderale Trockenrasen sind Pflanzengesellschaften auf trockenen Ruderalflächen (Trockenweiden und Trittrasen), die vorwiegend aus Süßgräsern und anderen krautigen Pflanzen bestehen.
Die halbruderalen Trockenrasen sind eine Ausprägung der „ruderalen Wiesen“ auf warmtrockenen Standorten. Ruderale Wiesen bilden gräserdominierte, grünlandartige Vegetationsbestände, die nicht landwirtschaftlich genutzt werden, sondern als Beiprodukt anderer Nutzungen oder Pflegemaßnahmen entstehen. Typischerweise findet man sie z. B. an Wegrändern, an Dämmen und Böschungen und an anderen Stellen, die regelmäßig gemäht oder geschnitten werden, ohne dass eine Nutzung des Aufwuchses beabsichtigt wäre. Sie können auch als Sukzessionsstadien bei der Besiedlung vegetationsfreier Flächen entstehen. Während die ruderalen Wiesen frischer Standorte in der Regel in ihrer Artenkombination Fettwiesen ähneln, in die ruderale Hochstauden eingesprengt sind, sind diejenigen besonders warmer und trockener Standorte floristisch eigenständiger. Entsprechende Bestände finden sich optimal ausgeprägt nur unter kontinentalen bzw. subkontinentalen Klimabedingungen.
Im pflanzensoziologischen System beschreibt man die halbruderalen Trockenrasen als pflanzensoziologischer Verband (Artemisio-Agropyrion intermedii Müller/Görs 1969). Viele Vegetationskundler, die die Eigenständigkeit besonders hervorheben, stellen sie in die Ordnung Agropyretalia intermedii-repentis in der Klasse der Agropyretea intermedii-repentis, welche neben den Halbruderalen Trockenrasen noch die Halbruderalen Halbtrockenrasen (Convolvulo-Agropyrion repentis) umfasst. Andere Autoren ordnen sie allerdings wegen zahlreicher gemeinsamer Arten den ausdauernden Ruderalfluren (Artemisietea) zu.
In den Gesellschaften dominieren die sich ersetzenden Agropyron-Arten, Gemeine Quecke (Agropyron repens) oder Graugrüne Quecke (Agropyron intermedium). Daneben kommen in der Regel Ruderalarten und Arten der Kalktrocken- und Halbtrockenrasen (Festuco-Brometea) vor.
Artenreiche Wiesen gehören zu den sogenannten FFH-Biotopen und genießen nach EU-Recht (Natura 2000) eigentlich einen besonderen Schutz. Die ruderalen Trockenrasen sind allerdings dadurch nicht geschützt
In dem Wiesentyp dominieren neben den Queckenarten häufig Ackerwinde Convolvulus arvensis und Wermut Artemisia absinthium.
Ökologisch sind die Bestände zwischen den steppenartigen Trockenrasen (Stipo-Poion) und ruderalen Queckenrasen (Agropyretalia repentis) angesiedelt. In der Schweiz kommen ruderale Trockenrasen besonders in den inneralpinen Trockentälern vor, daneben auch in trockenwarmen Gebieten im Tessin sowie entlang dem Jura-Südfuß (Genf), im schaffhausischen Randen und grenznahen Hegau sowie Basel-Stadt. In Deutschland findet man entsprechend eingeordnete Bestände besonders im Mitteldeutschen Trockengebiet.
Die Pflanzengesellschaft erschließt rasch aufgelassene Äcker oder offene Stellen im extrem trockenen Grünland (Erdanrisse, Weidetritte). Hier zeigt sich die typische Eigenschaft der Queckenrasen, mit ihren Ausläufern auch größere Erdflächen rasch zu überziehen. Zu den Kennarten des Stipo-Poion und Agropyretalia gesellen sich stets trockenheitsertragende Ruderalarten, die ihren Schwerpunkt in den Onopordetalia (xerotherme Ruderalgesellschaften mit vielen zweijährigen Arten) haben. Bestände, in denen Ruderalarten mehr als 50 % Deckungsgrad erreichen, rechnet aber man nicht hierher. Auch Bestände, in denen Arten der subkontinentalen Trockenrasen (Steppenrasen des Verbands Cirsio-Brachypodion) stark vertreten sind, gehören nicht dazu.
Halbruderale Trockenrasen werden pflanzensoziologisch unterschiedlich aufgefasst. Den schweizerischen Beständen am nächsten kommt das in Mucina at al. (1993) angegebene Agropyro-Artemisietum, das dort dem Verband Stipo-Poion zugeordnet wird. Die Definition nach Eggenberger et al. (2001) schließt auch Gesellschaften des Halbruderalen Halbtrockenrasen (Convolvulo-Agropyrion) mit ein.
Gesellschaftstypische Arten:
- Graugrüne Quecke Agropyron intermedium, syn. Elymus hispidus
- Dünen-Quecke Agropyron pungens syn. Elymus athericus
- Gemeine Ochsenzunge Anchusa officinalis
- Wermutkraut Artemisia absinthium
- Gemüsespargel Asparagus officinalis
- Schwarznessel Ballota nigra
- Sparrige Trespe Bromus squarrosus
- Dach-Trespe Bromus tectorum
- Orientalisches Zackenschötchen Bunias orientalis
- Kleinfrüchtiger Leindotter Camelina microcarpa
- Pfeilkresse Cardaria draba, syn. Lepidium draba
- Knorpellattich Chondrilla juncea
- Ackerwinde Convolvulus arvensis
- Besenrauke Descurainia sophia
- Schmalblättriger Doppelsame Diplotaxis tenuifolia
- Gemeine Sichelmöhre Falcaria vulgaris
- Färberwaid Isatis tinctoria
- Acker-Wachtelweizen Melampyrum arvense
- Siebenbürger Perlgras Melica transsilvanica
- Schopfige Traubenhyazinthe Muscari comosum
- Katzenminzen Nepeta sp.
- Gelbe Hauhechel Ononis natrix
- Eselsdistel Onopordum acanthium
- Filzige Pestwurz Petasites spurius
- Schmalblättriges Rispengras Poa angustifolia
- Zusammengedrücktes Rispengras Poa compressa
- Gelber Wau Reseda lutea
- Schlitzblättrige Schwarzwurzel Scorzonera laciniata
- Steife Rauke Sisymbrium strictissimum
- Großer Bocksbart Tragopogon dubius
- Turmkraut (Turritis glabra)
- Mehlige Königskerze Verbascum lychnitis
- Esparsetten-Wicke Vicia onobrychioides

## Schweiz
Auswertung der nationalen Kartierung der Trockenwiesen und Trockenweiden:
Bisher (vor der Kartierung des VS) wurden Gesellschaften der halbruderalen Trockenrasen nur selten gefunden. Da die Hauptverbreitung in den noch nicht kartierten Regionen Engadin und VS liegt, werden sich die Zahlen noch ändern. Der artenreiche halbruderale Trockenrasen gilt als naturschützerisch überdurchschnittlich wertvoll.
Vorkommen halbruderale Trockenflächen
- ausschließlich in südlicher Exposition
- zu 80 % unter 1000 m ü. M.
- nicht im Sömmerungsgebiet

Häufigkeit
- 0,1 % der erfassten Flächen
- 1 % der genannten Schutzobjekte
- 16 Nennungen absolut

Die wichtigsten Vegetationstypen sind: 
- 25 % echter halbruderaler Trockenrasen mit mindestens 6 Arten aus der Artengruppe.
- 50 % – Übergänge zum Steppenrasen (Stipo-Poion), Arten dieser Gruppe dominieren, v. a. Festuca valesiaca
- 25 % – Übergänge zum Halbtrockenrasen (Mesobromion), Arten dieser Gruppe dominieren, v. a. Bromus erectus.

Nutzung: Aus den bisherigen Zahlen kann bereits geschlossen werden, dass die Gesellschaft nur ausnahmsweise gemäht wird. Manchmal werden die Flächen extensiv mit Schafen beweidet, meist aber liegen sie brach. 
- Wiesen 5 %
- Weiden 40 %
- Brachen 55 %